# Gudmund Harlem
Gudmund „Gubbe“ Harlem (* 24. Juli 1917 in Kristiansand; † 22. März 1988 in Oslo) war ein norwegischer Arzt, Sozialmediziner, Hochschullehrer und Politiker der Arbeiderpartiet, der unter anderem zwischen 1955 und 1961 Sozialminister sowie von 1961 bis 1963 Verteidigungsminister in der Regierung Gerhardsen III war. Als Sozialminister war er die treibende Kraft der Arbeiterpartei bei zahlreichen sozialpolitischen Reformen in den 1950er Jahren. Von 1963 bis 1965 bekleidete er auch in der Regierung Gerhardsen IV das Amt des Verteidigungsministers. Zuletzt war er zwischen 1980 und 1985 Geschäftsführender Direktor des Norwegischen Technisch-Naturwissenschaftlichen Forschungsrates NTNF (Norges Teknisk-Naturvitenskapelige Forskningsråd).

## Leben

### Widerstandskämpfer, Jugendfunktionär und Sozialmediziner
Harlem, Sohn des Grossisten Gudmund Harlem und von Olga Haug, wuchs in Oslo auf und wurde nach dem Tode seines Vaters 1918 bereits Halbwaise. 1934 wurde er Mitglied der kommunistisch-marxistischen Vereinigung Mot Dag, der er bis zu deren Auflösung 1936 angehörte. 1934 wurde er von der Fagerborg videregående skole zum Ritter der goldenen Spinne ernannt. Nach dem Schulbesuch begann er 1935 ein Studium der Medizin an der Universität Oslo und trat 1936 der Arbeiderpartiet als Mitglied bei, in der er zum Kreis um Einar Gerhardsen und dessen Ehefrau Werna Gerhardsen gehörte. Im Zweiten Weltkrieg engagierte er sich seit 1940 im Widerstand gegen die deutsche Besatzungsmacht und versteckte sich zeitweilig in Tromsø, ehe er im Sommer 1943 zu seiner Ehefrau und Tochter nach Schweden floh und bis 1945 in Stockholm lebte.
Nach seiner Rückkehr nach Kriegsende nahm Harlem sein Studium wieder auf und schloss dieses 1946 als Candidatus medicinæ (Cand. med.) ab. Während dieser Zeit war er zwischen 1945 und 1946 Vorsitzender des Studentenverbandes DNS (Det norske Studentersamfund). Daneben setzte er seine politische Tätigkeit fort und war zum einen von 1946 bis 1949 Mitglied des Zentralvorstandes des Jugendverbandes der Arbeiterpartei AUF (Arbeidernes Ungdomsfylking), zum anderen zwischen 1946 und 1951 auch Mitglied des Vorstandes der Sozialistischen Jugendinternationale IUSY (International Union of Socialist Youth). Außerdem war er zwischen 1946 und 1947 Mitglied des Stadtrates von Oslo.
1946 begann er seine berufliche Tätigkeit als Assistenzarzt am Hygienischen Institut der Universität Oslo und war in Teilzeit auch Arzt am Staatlichen Rehabilitationsinstitut (Statens attføringsinstitutt) in Oslo. In der Folgezeit spezialisierte er sich zunehmend im Bereich der Rehabilitation und nahm 1948 eine Vollzeitstelle am Staatlichen Rehabilitationsinstitut, an dem er 1953 Oberarzt wurde. Während dieser Zeit war er zwischen 1948 und 1955 Mitglied des Schulrates von Oslo und Vorsitzender von dessen Ausschuss für die besondere Behandlung von Kindern. In dieser Zeit befasste er sich in seinen Forschungsprojekten mit dem Zusammenhang des Grades der Behinderung, sozialen Dienstleistungen und Beschäftigungsmöglichkeiten und beschäftigte sich in seiner ersten Untersuchung mit den Sozialleistungsempfängern aus Oslo und deren medizinisch-sozialen Hintergrund. Zuletzt leitete er zwischen 1954 und 1955 eine große quantitative Studie von Patienten des Staatlichen Rehabilitationsinstitutes aus zwei ländlichen Bezirken, in der er Grunddaten zum Gesundheitszustand und die Arbeitsfähigkeit untersuchte.

### Sozial- und Verteidigungsminister
Neben seiner beruflichen Tätigkeit war Harlem zwischen 1952 und 1957 Vizevorsitzender der Arbeiterpartei in Oslo sowie von 1953 bis 1957 stellvertretendes Mitglied im Zentralvorstand der Arbeiderpartiet. 
Am 1. August 1955 wurde Harlem von Ministerpräsident Einar Gerhardsen als Nachfolger von Rakel Seweriin als Sozialminister in dessen dritte Regierung berufen und übte dieses Ministeramt bis zu einer Kabinettsumbildung am 18. Februar 1961 aus. Daneben war er zwischen 1955 und 1957 erstmals Vorsitzender des Zentralrates für Berufs- und Erwerbsbehinderte. Aufgrund der Erfahrungen aus seiner medizinischen Forschungsarbeit nahm er in den 1950er Jahren eine Vorreiterrolle in der sozialpolitischen Arbeit in Norwegen ein und trat für die Gründung einer universellen System der sozialen Sicherheit ein, um die zahlreichen bestehenden Sonderregelungen zur Gesundheits- und Sozialleistungsfürsorge zusammenzufassen. Dabei sah er sich Medizinaldirektor Karl Evang gegenüber, der als Leiter des Gesundheitsdienstes (Helsedirektoratet) in der Vergangenheit politische Gesetzesinitiativen verschiedener Sozialminister beeinflusste.
Im Rahmen einer Regierungsumbildung übernahm Harlem am 18. Februar 1961 von Nils Handal das Amt des Verteidigungsministers (Forsvarsminister), während Olav Bruvik das Amt des Sozialministers übernahm. Das Amt des Verteidigungsministers übte er bis zum Ende von Gerhardsens Amtszeit am 28. August 1963 aus. Nach dem Ende der bürgerlichen Minderheitsregierung von Ministerpräsident John Lyng übernahm er in der vierten Regierung Gerhardsen vom 25. September 1963 bis zum Ende von Gerhardsens diesmaliger Amtszeit am 12. Oktober 1965 erneut das Amt als Verteidigungsminister.

### Arzt, Hochschullehrer und Direktor des NTNF

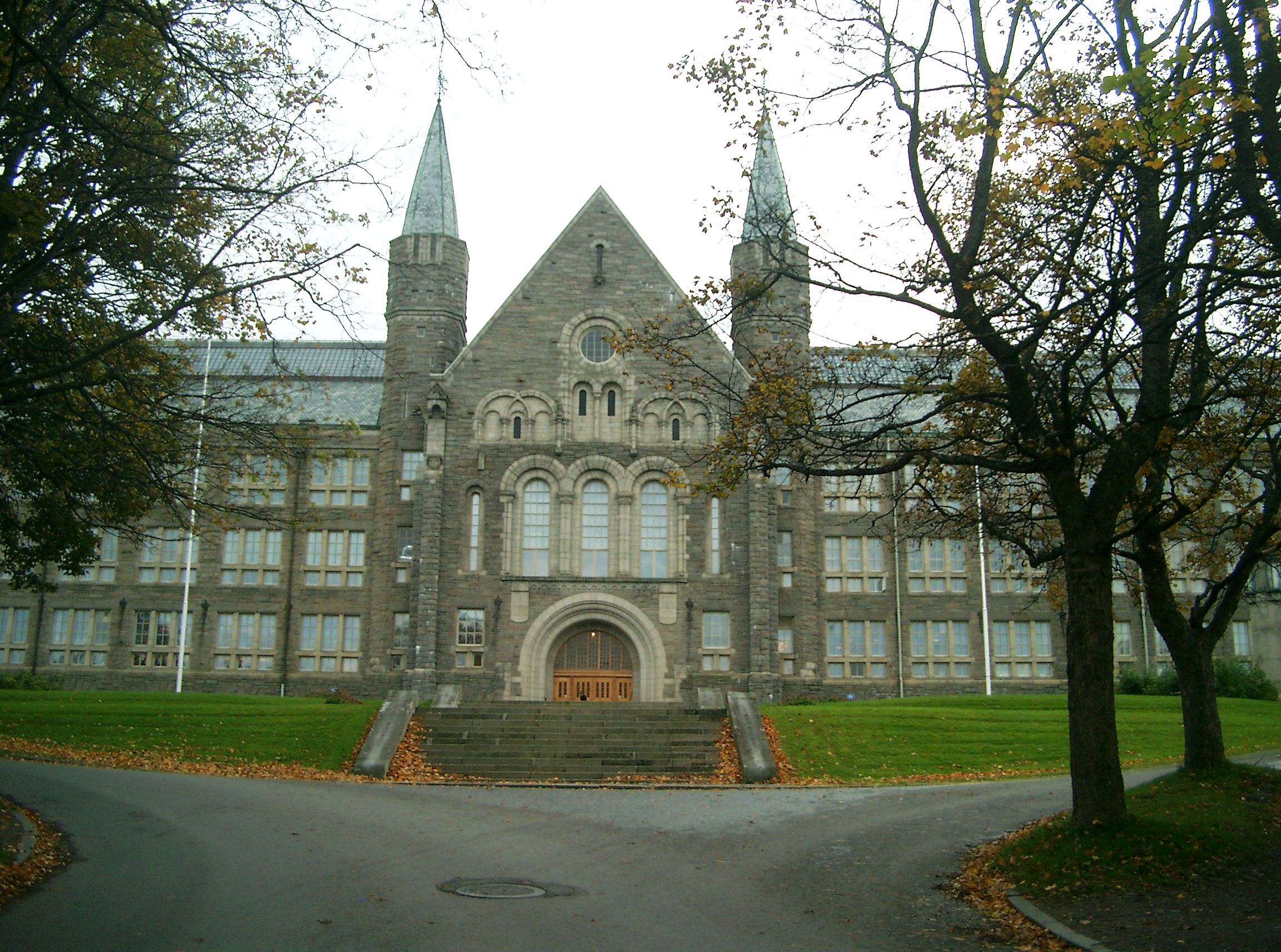
Harlem war zwischen 1977 und 1980 Professor an der Norwegischen Technischen Hochschule NTH

Nach der Niederlage der Arbeiderpartiet bei der Wahl vom 13. September 1965 nahm Harlem nach einer Auffrischung seiner medizinischen Kenntnisse am Reichskrankenhaus (Rikshospitalet) seine ärztliche Tätigkeit wieder auf. Anfangs wurde er 1966 Oberarzt und Fachlicher Leiter am Staatlichen Rehabilitationsinstitut, dessen Direktor er zwischen 1970 und 1977 war. Daneben war er zwischen 1966 und 1970 erneut Vorsitzender des Zentralrates für Berufs- und Erwerbsbehinderte sowie zwischen 1970 und 1976 Vorsitzender des Ausschusses für Umweltverschmutzung des Norwegischen Technisch-Naturwissenschaftlichen Forschungsrates NTNF. Zugleich fungierte er von 1966 bis 1972 als Präsident der Internationalen Gesellschaft zur Rehabilitierung von Menschen mit Behinderungen (International Society for the Rehabilitation of the Disabled). 1976 schloss er seine Promotion zum Doktor der Medizin mit einer Dissertation mit dem Titel Studies on the Relation between Impairment, Disability and Dependency ab.
Nachdem in den 1970er Jahren das allgemeine Interesse an sozialmedizinischen Gesundheitsangelegenheiten wuchs, übernahm Harlem die neu gegründete Professur für Sozialmedizinische Wissenschaften an der Norwegischen Technischen Hochschule NTH (Norges Tekniske Høgskole) in Trondheim und verblieb bis 1980 auf diesem Lehrstuhl. In Personalunion fungierte er zwischen 1977 und 1980 als Vorsitzender des NTNF-Ausschusses für Arbeitsschutz, als Vorsitzender der Staatlichen Arbeitsinspektion sowie von 1978 bis 1984 als Vorsitzender des Versicherungsrates. Anschließend war er von 1980 bis 1985 Geschäftsführender Direktor des Norwegischen Technisch-Naturwissenschaftlichen Forschungsrates NTNF (Norges Teknisk-Naturvitenskapelige Forskningsråd). Zuletzt arbeitete er von 1986 bis 1988 als praktischer Arzt in Oslo und engagierte sich zeitgleich als Vizevorsitzender der Kreditaufsicht.

### Ehe und Familie
Harlem war seit 1938 mit Inga Margareta Elisabet Brynolf verheiratet, eine Tochter der Rechtsanwälte Ivar Brynolf und Margareta Sandberg.
Aus dieser Ehe gingen zwei Töchter hervor. Die älteste Tochter Gro Harlem Brundtland war zwischen 1974 und 1979 Umweltministerin, von 1977 bis 1997 Mitglied des Storting sowie 1981, 1986 bis 1989 sowie 1990 bis 1996 Ministerpräsidentin und von 1998 bis 2003 Generaldirektorin der Weltgesundheitsorganisation (WHO). Die jüngere Tochter Hanne Harlem war zwischen 2000 und 2001 Ministerin für Justiz und Polizei in der ersten Regierung von Ministerpräsident Jens Stoltenberg.

## Veröffentlichungen
- Hva enhver bør vite om kjønnslivet, AUF Studieskrifter 2, 1947
- Verdenssambandet og vi, AUF Studieskrifter 3, 1949
- Studies on the Relation between Impairment, Disability and Dependency, Dissertation, 1976
- Forsikring i Norge. Utredning fra et utvalg oppnevnt ved kongelig resolusjon 22. desember 1978, 1983